# Konstantin Reshetnikov
Konstantin Aleksandrovich Reshetnikov (tiếng Nga: Константин Александрович Решетников; sinh ngày 3 tháng 6 năm 1998) là một cầu thủ bóng đá người Nga thi đấu cho FC Ural Yekaterinburg và FC Ural-2 Yekaterinburg.

## Sự nghiệp câu lạc bộ
Anh có màn ra mắt tại Giải bóng đá chuyên nghiệp quốc gia Nga cho FC Ural-2 Yekaterinburg vào ngày 3 tháng 8 năm 2017 trong trận đấu với FC Chelyabinsk.